# 大森瑞樹
大森 瑞樹（おおもり みずき）は中華人民共和国出身の俳優である。劇団四季所属。中国名は郭森。

## 経歴
中国にていくつかのダンス公演出演経験を持つ。
2006年10月、劇団四季のオーディション合格。『ライオンキング』で四季の初舞台を踏む。
『ライオン・キング』ではアンサンブル8、9、12、13枠を、『キャッツ』ではラム・タム・タガー役、タンブルブルータス役を演じている。
2009年『アイーダ』東京公演、2010年『エビータ』京都公演にアンサンブルとして出演。
2011年2月、『クレイジー・フォー・ユー』全国公演でハリー役デビュー。
同年10月には『劇団四季ソング&ダンス The Spirit』にダンサーパートとして出演。
Catsの2019年4月24日発売CD（Cats メモリアルエディション）でラム・タム・タガーとして歌唱している。
芸名を郭森から大森瑞樹と改名した。

## 出演作品
- ライオン・キング（アンサンブル）
- キャッツ（タンブルブルータス、ラム・タム・タガー）
- アイーダ（アンサンブル）
- エビータ（アンサンブル）
- クレイジー・フォー・ユー（ハリー）
- 劇団四季ソング＆ダンス The Spirit（ダンサーパート）
- ガンバの大冒険（アンサンブル）
- ウェストサイド物語（ディーゼル）
- 南十字星（アンサンブル）
- 劇団四季ソング＆ダンス60 感謝の花束（ダンサーパート）
- アラジン（アンサンブル）
- アナと雪の女王（パビー）
- ジーザス・クライスト＝スーパースター（シモン、ヘロデ王）